# 電撃!! ストラダ5
『電撃!! ストラダ5』（でんげき ストラダファイブ）は、1974年4月5日から同年6月28日まで、毎週金曜日19:30 - 20:00にNETテレビ（現：テレビ朝日）系にて放送された特撮ヒーロー風アクションドラマ。全13話。

## 内容
国際的犯罪組織に対抗すべく、特殊能力を持つ5人の男女で編成された国際警察の秘密チームの活躍を描く。様々なメカニックやスーパーマシンなど、子供向けヒーロー番組の要素を取り入れたアクションドラマであり、“ストラダ5”とはこの秘密チームの名称である。
ストラダ5は、捜査時は私服だが、戦闘時は「ストラダアップ!」の叫びと共に、アタッシュケースに収まっている特殊強化服を着用、制式ヘルメットを被る。主な武器はショットガン、火炎放射器、ナイフを内蔵した特殊警棒ストラダバトン。スナブノーズの回転式拳銃（6連発）、小型手榴弾である。また、甲虫形ペンダント通信機や小型発信機も携帯している。

## 放送開始まで
当初は『ワイルド7』の続編の構想から発展した非変身型アクションドラマで、日本テレビ系の火曜日19:00枠『ファイヤーマン』の後番組として企画され、当時の報道では日本テレビ系で1973年8月7日より放送予定と報じているが、撮影の遅れなどによりNETテレビ系の金曜日19:30枠『ダイヤモンド・アイ』の後番組として、出演者のスケジュールなどから一時制作が休止となっていたため、全13話分の制作が放送開始前に行われた。最終回では敵組織との決戦が描かれるものの、その敵組織を壊滅させるまでには至らない。1973年8月開始予定のテレビ放送が1974年4月に延期されたことで、撮影スケジュールに余裕が生じたスタッフの高村倉太郎は、キネコを用いたVTR合成やスキャニメイトなどの新技術を撮影現場に導入。前者は撮影に手間がかかるアクションシーンの一部で、後者はオープニングなどで使用されることになった。
「ストラダ」というネーミングの由来は不明。「ストラーダ (strada) 」はイタリア語で「道路」のことだが、ワッペンに見られる5つ星から「ステラ・ディ(stella di)５」とも解しうる。
コスチュームや一部のメカのデザインは、『ダイヤモンド・アイ』も手がけた岡迫亘弘が担当した。

## 主な登場人物
堀田 貫介 / ペガサス（ストラダ1）
演：岡崎徹
ストラダ5の一員で射撃の名手。普段はカーレーサーをしている血気盛んな若者。刑事だった父親をビッグノヴァに殺害され、その復讐に燃えている。父の殉職時に一緒にいたオリオンをライバル視しているものの、私情は私情、任務は任務と気持ちの切り替えが早い。
殿村 幻次郎 / オリオン（ストラダ2）
演：地井武男
ストラダ5の副司令官的存在で、変装が得意。元刑事。普段は病院に勤務。ペガサスの父が殺された時のパートナー。
竹中 一念 / アポロ（ストラダ3）
演：剛達人
ストラダ5の一員で、怪力と推理力が自慢のユーモラスな男。普段は寺の僧侶。ストラダ5として敵と戦う時は、特殊な数珠を武器にしている。
宝木 正 / ルナ（ストラダ4）
演：小野進也
ストラダ5のメカニック担当。普段もその腕を活かして自動車整備工。爆弾の処理、暗号の解読といった専門的な作業もお手のもの。
星 カオリ / アンドロメダ（ストラダ5）
演：山科ゆり
OPでは「アンドロメガ」と表記されている。
ストラダ5の紅一点。生まれながらにテレパシー能力を持ち、未来を予知することができる。普段はファッションモデル。隊員服は第7話まではノースリーブだったが、第8話以降は袖が入った。
高村 輝次郎 / ジュピター
演：宍戸錠
ストラダ5の司令官。隊員たちからはチーフと呼ばれている。本部から指令が入った時、アンドロメダが事件を予知した時などに通信機でメンバーを招集。時には自ら現場に赴くこともある。なお第7話は未登場。
ミスターアスモディ
演：早川五郎（声：飯塚昭三）
世界征服を企むビッグノヴァの首領。不気味な覆面を被っている。幹部たちを「東京ナンバー○（番号）」と呼んでおり、失敗した者は必ず処刑する。

## 主なメカニック
フライングペガサス
ペガサスが使用する、青色の2ドアクーペ。ベース車両はホンダ・S600の改造車「グリフォン」。
トライシャーク
バギーカー。ベース車両は不明。
- デザインを担当した岡迫亘弘は、デザインにあたって既存車を参考にしておらず、造形はデザイン通りのものであるという。

レッドフォックス
ジープタイプの四輪駆動車。ベース車両は初代スズキ・ジムニー。
レディバード
白い2ドアハードトップ。ベース車両は日産・スカイライン（ケンメリ）。
ヘッドストロング
ジュピターが運用する、大型指令バス。馬運車を改造したもの。

## 主題歌
「電撃!! ストラダ5」
作詞 - 伊東恒久 / 作曲・編曲 - 北原じゅん / 歌 - チャーリー・チェイ、ヤング・フレッシュ
「5人のチャレンジャー」
作詞 - 伊東恒久 / 作曲・編曲 - 北原じゅん / 歌 - チャーリー・チェイ、ヤング・フレッシュ
本作品にエンディング曲はなく、クレジット上の表記。
OPには「電撃!! ストラダ5」が流れる。

## スタッフ
- プロデューサー：衛藤公彦（萬年社）、樋口弘美（日活）
- 原案：松本一
- スーツデザイン・メカニックデザイン：岡迫亘弘　※ノンクレジット
- 音楽：愛企画センター、北原じゅん
- 撮影：高村倉太郎
- 美術：土屋伊豆夫
- 編集：西村豊治
- 擬斗：渡辺高光（JFA）
- 音響効果：日活効果
- ナレーター：丸山詠二
- 掲載：小学館学習雑誌
- 制作：萬年社・日活株式会社

## 放映リスト
| 話数   | 放送日  | サブタイトル                     | 脚本     | 監督     | ゲスト出演者                                                                                 |
| ------ | ------- | -------------------------------- | -------- | -------- | -------------------------------------------------------------------------------------------- |
| 第1話  | 4月5日  | 地獄部隊を やっつけろ!           | 山浦弘靖 | 沢田幸弘 | 小松方正、柴田英子、 R・ジョンソン、 伊豆見英輔、有川兼光、 氷室政司、遠矢孝信               |
| 第2話  | 4月12日 | 恐怖の爆弾自動車                 | 山浦弘靖 | 小沢啓一 | 高毬子、中平哲仟、 溝口拳、露木護、 橘田良江、山本広次、 田尻陽一郎                          |
| 第3話  | 4月19日 | 秘密兵器 イメージビジョン        | 安藤豊弘 | 小沢啓一 | 北九州男、雪丘恵介、 R・ジェッサー、 A・ヤドム、有川兼光、 稲葉大介、熊谷巖                  |
| 第4話  | 4月26日 | 替玉野郎を 地獄へ送れ!           | 高久進   | 小原宏裕 | 村上冬樹、小川節子、 大理敦穂、尾崎孝二、 杉山俊夫、 安富公日男                              |
| 第5話  | 5月3日  | 暗殺コンピューターを ぶちこわせ! | 安藤豊弘 | 小原宏裕 | 有馬昌彦、山口哲也、 木下清、小林梓、 小山渚、小林亘、 田尻陽一郎                            |
| 第6話  | 5月10日 | ハネムーン作戦で ぶちあたれ!     | 山浦弘靖 | 林功     | 二條朱美、小泉郁之助、 神山勝、 小見山玉樹、 稲葉大介、熊谷厳                                |
| 第7話  | 5月17日 | 呪いのダイヤを撃て!              | 高久進   | 林功     | 黒木進、梅野泰靖、 木村元、田畑善彦、 山本広次、和田恵利子、 安富公日男                      |
| 第8話  | 5月24日 | 札束に手を出すな!                | 藤浦敦   | 遠藤三郎 | 大泉滉、丹古母鬼馬二、 清水国雄、金井千恵、 白井鋭、浜口竜哉、 露木護、横田楊子、 三重街恒二 |
| 第9話  | 5月31日 | 友よ 美しく死ね!                 | 武末勝   | 遠藤三郎 | 岡崎二朗、田中幸四郎、 佐藤了一、久遠利三、 北上忠行、深町真樹子、 氷室政司                  |
| 第10話 | 6月7日  | 爆弾魔に罠をはれ!                | 高久進   | 遠藤三郎 | 北島マヤ、庄司三郎、 松原和仁、 河野弘、大理敦穂                                             |
| 第11話 | 6月14日 | 死を呼ぶテレパシー               | 武末勝   | 遠藤三郎 | 桂小かん、梢ひとみ、 井上博一、片桐道子、 片岡正義、賀川修嗣、 尾崎孝二                      |
| 第12話 | 6月21日 | 殺人マシンを 狙撃せよ!           | 高久進   | 白井伸郎 | 大月ウルフ、加藤真知子、 O・ユスフ、 J・ディビス、 田尻陽一郎、 山本広次、安富公日男         |
| 第13話 | 6月28日 | ミスターアスモディの 仮面をはげ! | 山浦弘靖 | 白井伸郎 | トビー門口、木島一郎、 トニー池添、 大鷲勝道、 有川兼光、 稲葉大介、熊谷厳                   |

## 放送局
- NET：金曜 19:30 - 20:00
- 北海道テレビ放送
  - 金曜 19:30 - 20:00（同時ネット）[6]
  - 月曜 - 金曜 17:00 - 17:30（再放送枠、1976年4月5日まで）[7]
- 秋田放送：水曜 17:20 - 17:50[8]
- 岩手放送：金曜 17:30 - 18:00[9]
- 宮城テレビ：水曜 18:00 - 18:30[10]
- 福島中央テレビ：水曜 18:00 - 18:30[11]
- 新潟放送：金曜 17:30 - 18:00[12]
- 信越放送：水曜 17:15 - 17:45[13]
- 静岡放送：水曜 17:00 - 17:30[14]
- 名古屋テレビ：金曜 19:30 - 20:00[15]
- 毎日放送：金曜 19:30 - 20:00
- 日本海テレビ：金曜 18:00 - 18:30[16]
- 岡山放送：金曜 18:00 - 18:30[17]
- 瀬戸内海放送：金曜 19:30 - 20:00[17]
- 広島ホームテレビ：金曜 19:30 - 20:00[17]
- 九州朝日放送：金曜 19:30 - 20:00[18]
- テレビ熊本：月曜 17:30 - 18:00（1974年8月5日から放送、4か月遅れ）[19]
- 琉球放送：火曜 18:00 - 18:30（遅れネット）[20]

## 漫画
小学館の学習雑誌に連載
- 小学二年生 1974年5月号 - 8月号 かたおか徹治
- 小学三年生 1974年6月号 - 9月号 かたおか徹治

## 映像ソフト
- 2002年に初のソフト化となる『電撃!! ストラダ5 プレミアムDVD-BOX』が完全予約限定で日活から発売された[21]。
- 2007年（エムスリイエンタテインメントより）と2009年（エイベックス・マーケティングより）にも、それぞれ別個にDVD-BOXが発売されている[22]
- 2017年10月27日に、ベストフィールドより「北原じゅん先生追悼企画 第25集 電撃!!ストラダ5 Blu-ray」として、全13話分を収録した2枚組のブルーレイが発売されている。